# Via verda (accés obert)
La via verda, en l'accés obert, és la via a través de la qual l'autor diposita, o autoarxiva, en un repositori institucional (com pot ser per exemple, el DDD o Dipòsit Digital de Documents de la UAB, el RECERCAT o dipòsit cooperatiu de documents digitals que inclou la literatura de recerca de les universitats i dels centres d'investigació de Catalunya, o Digital.CSIC, el dipòsit institucional del Consell Superior d'Investigacions Científiques) o temàtic, les versions prèvies dels articles publicats a les revistes de subscripció. Aquestes versions prèvies poden ser: la 'versió enviada' (també coneguda com a submitted o preprint) o la 'versió acceptada prèvia a la maquetació de l'article' (accepted o postprint). Habitualment, la via verda implica algun tipus d'embargament, que pot anar dels 6 als 24 mesos, sobre les versions autoarxivades als repositoris. Aquesta modalitat implica que l’autor publica la seva recerca en una revista de subscripció sense haver de pagar cap tipus de cost. A canvi, la revista es queda els drets d'explotació del document i en restringeix l'accés a través de la subscripció.